# Тлалокайотль
Тлалокайотль (науатль Tlalokayotl, дос. «той, що дме з Тлалокана») — в ацтекській міфології, бог східного вітру. Тихий вітер, який не заважає каное плисти по воді і лунає божественним голосом серед гаїв. Гойдає листя, змушує пил мандрувати, а іноді приносить із собою слабку присутність Тлалока.
Його братами є боги Сіватекайотль, Віцтлампаеекатль і Міктлонпачекатль, які уособлюють вітри із заходу, півдня та півночі відповідно.
Усі чотири брати перебувають під владою Еекатля, бога вітру і захисника Кетцалькоатля, а також під владою правителів усіх напрямків світу: Тецкатліпоки (північ), Шіпе-Тотека (схід), Кетцалькоатля (захід) і Віцилопочтлі (південь).